# Agroquímic

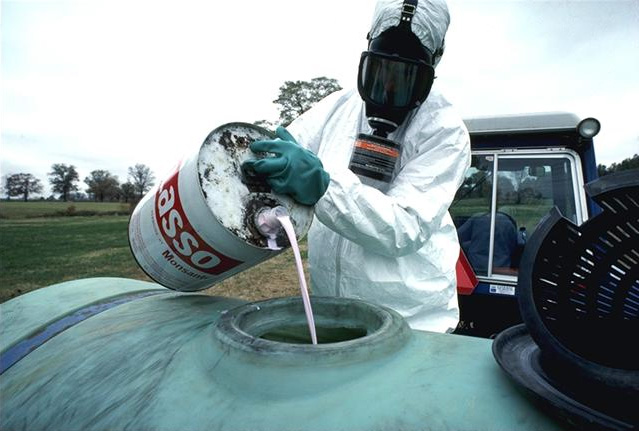
preparant l'aplicació d'un Fitosanitari

Els agroquímics són aquelles substàncies i preparats usats en agricultura i ramaderia que provenen de les indústries de síntesi química, per a millorar la productivitat de les explotacions agrícoles.
Un gran nombre d'ells són tòxics i la seva acumulació massiva pot comportar riscos significatius per al medi ambient i per a la salut, en particular en el cas de vertits accidentals. Per això en alguns països el seu ús està estrictament regulat el seu ús.
Segons Agrow, en 2007 l'empresa que més va vendre productes agroquímics industrials va ser Bayer CropScience, seguida per Syngenta, BASF, Dow Agrosciences, Monsanto i DuPont.

## Tipus d'agroquímics
- Adobs químics: Simples, complexos, d'aplicació al sòl, foliars, quelats de ferro...
- Plaguicides: insecticides, acaricides, mol·lusquicides, raticides, repel·lents...
- Fungicides: preventius, guaridors, antioidis...
- Herbicides: de contacte, sistèmics...
- Conservants: Per a sitges de gra, antigerminants de patates...
- Fitoreguladors: retardants del creixement, activadors...
- Feromones: de captura, per a prospeccions...
- Plàstics en l'agricultura: làmines per hivernacles, per a mulching…
- Fàrmacs per a la ramaderia: antibiòtics, hormones, desparasitadors...